# 生活協同組合コープしずおか
生活協同組合コープしずおか（せいかつきょうどうくみあいコープしずおか）は、かつて存在した静岡県の生活協同組合。コープかながわ・市民生協やまなしなどとともにユーコープ事業連合を構成した。2013年3月21日にコープかながわ・市民生協やまなしと合併して、生活協同組合ユーコープとなる。

## 沿革
- 1949年 - 静岡民主生活協同組合設立
- 1953年 - 静岡生活協同組合に名称変更
- 1961年 - 島田勤労者生協設立、中部地方勤労者生協設立
- 1962年 - 東部地方勤労者生協設立
- 1966年 - 佐久間生協設立
- 1968年 - 共同購入開始、静岡生協開発商品第1号「せいきょう醤油」誕生
- 1969年 - 中遠生協設立
- 1972年 - 浜松勤労市民生協設立、清水生協設立
- 1974年 - 富士生協設立
- 1975年 - 富士宮生協設立、島田勤労者生協から島田市民生協へ名称変更
- 1976年 - 浜松勤労者生協から静岡県西部市民生協へ名称変更
- 1979年 - 伊豆生協設立
- 1982年 - 生協するが設立（中部地方勤労者生協より分離新設）
- 1983年 - 清水生協と静岡生協合併、中遠生協が生協するがに合流
- 1988年 -「生活協同組合コープしずおか」がスタート
- 1990年 - ユーコープ事業連合発足、マイコープ商品運動開始
- 1991年 - ワーカーズコープ夢コープ発足
- 2002年 - ミオクチーナタイプの初の店舗コープ焼津店オープン、地域委員会から「コープ委員会」へ
- 2003年 - インターネット注文eふれんずスタート
- 2005年 - 新しい「コープしずおか平和宣言」発表
- 2006年 - おうちCO-OPスタート
- 2008年 - 2020年宣言発表、コープ商品の共同化スタート
- 2009年 - コープ袋井田町店オープン、発展型氷蓄熱設備を全国生協に先駆けて導入
- 2010年 - エリア会スタート、コープひろばが開始
- 2013年3月21日 - コープかながわ・市民生協やまなしと生活協同組合ユーコープとして統合（組織合同）。

## 所在地
- 本部
  - 静岡県静岡市葵区黒金町59-6 大同生命ビル9階

## 事業内容
- 宅配事業（おうちCO-OP）
- 店舗事業
- カタログ
- 共済事業
- 葬祭事業
- 住宅リフォーム
- 旅行・チケット